# ФК Локомотива Тбилиси
Локомотива Тбилиси је грузијски фудбалски клуб из Тбилисија. Основан је 1936. године. Био је уско повезан са грузијском железницом.

## Успеси
- Куп Грузије - 2000, 2002, 2005.
- Шампион Грузијске ССР - 1937, 1945.